# Lucius Cornelius Chrysogonus
Lucius Cornelius Chrysogonus war ein Freigelassener des römischen Diktators Sulla.
Zusammen mit dessen Verwandten Titus Roscius Capito und Titus Roscius Magnus ließ er den wohlhabenden Römer Sextus Roscius ermorden und nachträglich auf die Proskriptionsliste setzen, um dessen weiträumigen Landbesitz an sich zu bringen. Durch die Proskription verlor der gleichnamige Sohn des Ermordeten, Sextus Roscius, sein Anrecht auf das Erbe, doch weil die Proskriptionslisten bereits geschlossen worden waren, versuchten die Drei nun, auch Sextus Roscius den Jüngeren umbringen zu lassen. Als das durch dessen Flucht nach Rom scheiterte, ließ Chrysogonus ihn wegen Vatermordes anklagen, um ihn so loszuwerden.
Niemand wagte zunächst, ihn zu verteidigen, da Sulla als Diktator herrschte und er sich durch die Verteidigung des Sextus Roscius hätte angesprochen fühlen können. Marcus Tullius Cicero übernahm die Verteidigung und überzeugte die Richter mit seiner Rede Pro Sexto Roscio Amerino von der Unschuld des Angeklagten, der freigesprochen wurde. Der bis dahin relativ unbekannte Cicero wurde durch den Prozess ein bekannter Redner.